# Jindřich Fryč
Jindřich Fryč (* 13. března 1969) je český úředník, od listopadu 2022 nejvyšší státní tajemník, předtím v letech 2012 až 2014 náměstek ministra školství, mládeže a tělovýchovy ČR a v letech 2015 až 2022 státní tajemník na MŠMT ČR.

## Život
Vystudoval Pedagogickou fakultu Univerzity Karlovy v Praze (získal titul Mgr.). Už během studia pracoval jako učitel na základní škole. V roce 2008 složil úspěšně na téže fakultě rigorózní zkoušku a získal tak titul PhDr.
Od roku 1994 pracoval na Ministerstvu školství, mládeže a tělovýchovy ČR jako odborný referent pro mezinárodní vztahy s německy mluvícími zeměmi. V letech 1996 až 2004 byl ředitelem odboru pro mládež, v letech 2004 až 2009 ředitelem odboru mezinárodních vztahů a v letech 2009 až 2012 vrchním ředitelem sekce mezinárodních vztahů a evropských záležitostí.
V srpnu 2012 se stal za úřadování ministra školství, mládeže a tělovýchovy ČR Petra Fialy náměstkem pro vzdělávání. V době, kdy byl ministrem Dalibor Štys, byl Fryč prvním náměstkem, za ministra Marcela Chládka z ČSSD se vrátil na post náměstka pro vzdělávání. Od července 2015 se pak na Ministerstvu školství, mládeže a tělovýchovy ČR stal státním tajemníkem.
Od února 2018 se angažuje jako místopředseda správní rady Česko-německého fondu budoucnosti.
Když v srpnu 2022 ohlásil svou rezignaci ke konci září 2022 náměstek ministra vnitra pro státní službu Petr Hůrka, přihlásil se Fryč jako jediný účastník do výběrového řízení na jeho místo. Pětičlenná komise jej na základě pohovoru označila jako úspěšného a doporučila ho ministrům ke jmenování. Na konci října 2022 tak Vláda ČR učinila, a to s účinností od 1. listopadu 2022.

## Ocenění
- Řád akademických palem[7]
- Velký spolkový kříž za zásluhy[8]